# Disastro ferroviario di Yilan
Il disastro ferroviario di Yilan si verificò il 21 ottobre 2018 quando un treno passeggeri deragliò nella contea di Yilan, a Taiwan, uccidendo almeno 18 dei 366 passeggeri.

## Dinamica

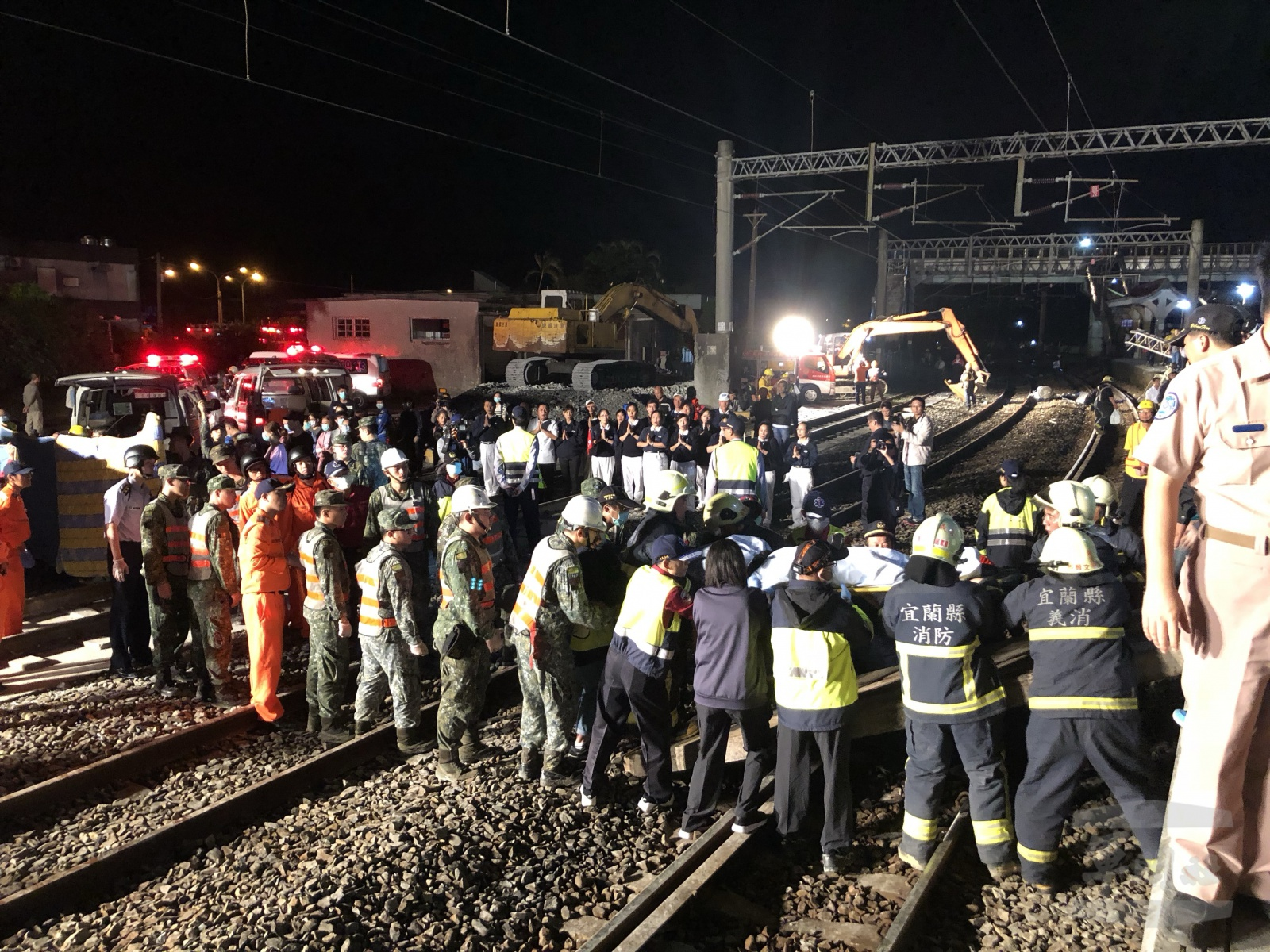
I soccorritori

Il treno 6432 Puyuma Express, in viaggio dalla stazione di Shulin (Nuova Taipei) alla stazione di Taitung (Taitung), deragliò dopo aver superato la stazione di Xinma (Su-ao) alle ore 16:50 locali (UTC+8). Al momento dello schianto sul treno c'erano 366 passeggeri.

Una ricostruzione dell'incidente

Tre degli otto vagoni del treno si capovolsero, mentre i cinque rimanenti uscirono dal tracciato dei binari. Secondo alcuni il macchinista avrebbe azionato più volte il freno d'emergenza, mentre altri sostengono che abbia accelerato in prossimità della curva. La velocità del treno era stimata a 75 km/h.
Secondo il Ministero della Salute, 53 dei 187 feriti subirono lesioni maggiori, perciò furono ricoverati in ospedale (10 in terapia intensiva).

## Le indagini
Le indagini vengono gestite dalla Taiwan Railways Administration (TRA), che non ha ancora rivelato le cause dell'incidente.
Il treno era stato costruito nel 2011 dalla Nippon Sharyo, mentre l'ultimo intervento di manutenzione era stato effettuato nel 2017.

## Reazioni

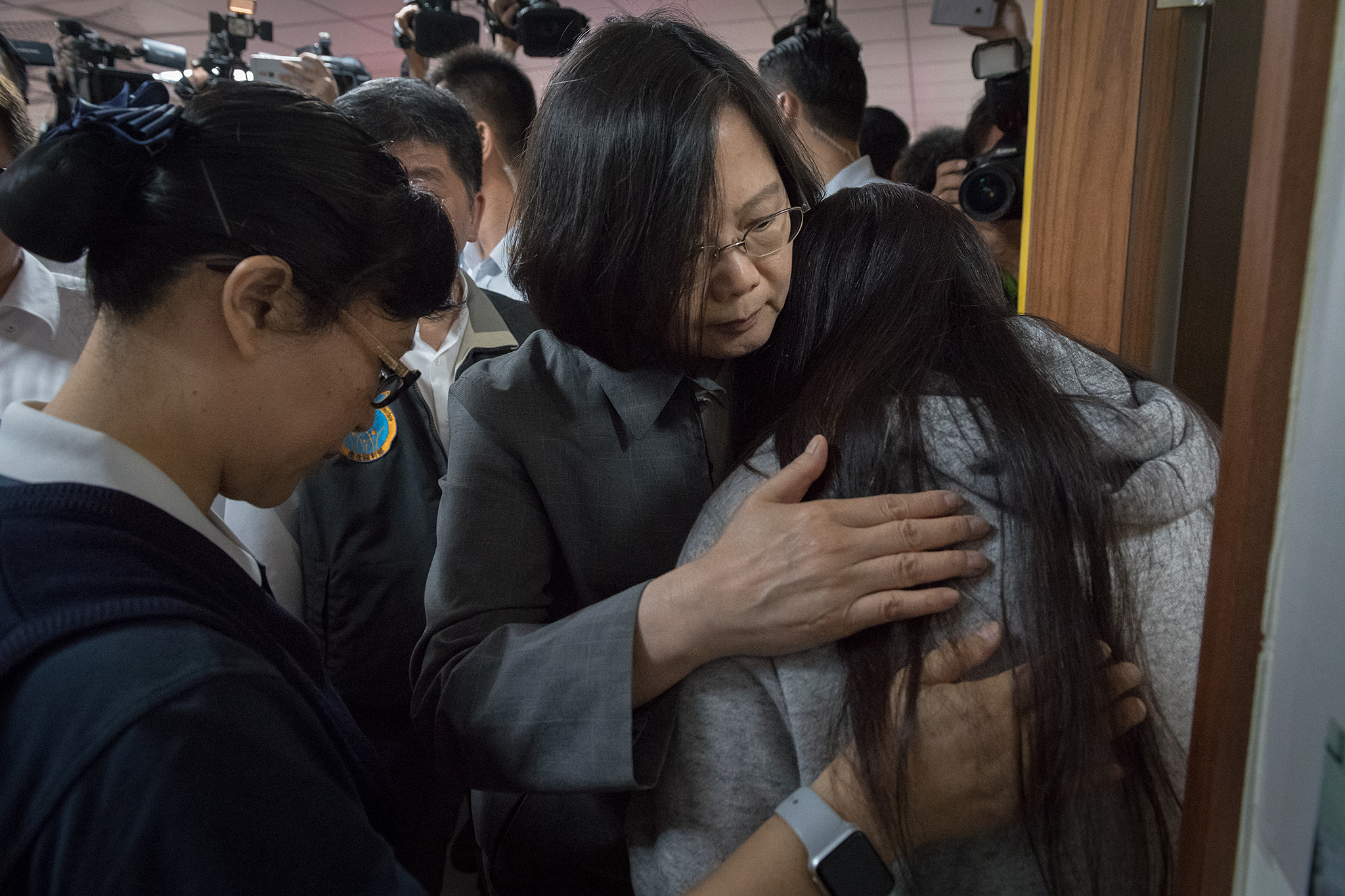
Tsai Ing-wen incontra i familiari delle vittime

Il presidente taiwanese Tsai Ing-wen e il Kuomintang fermarono la campagna elettorale in vista delle elezioni locali di novembre. Il presidente inoltre espresse cordoglio per questa "immane tragedia", esortando il governo e l'esercito a coordinare i soccorsi e a trovare gli eventuali responsabili.